# Advances in Legume Systematics. Part 3
Advances in Legume Systematics. Part 3 (abreviado Advances Legume Syst. Part 3) es un libro con ilustraciones y descripciones botánicas que fue escrito por el botánico Charles Howard Stirton y publicado en el año 1987.